# Camafeo Blacas

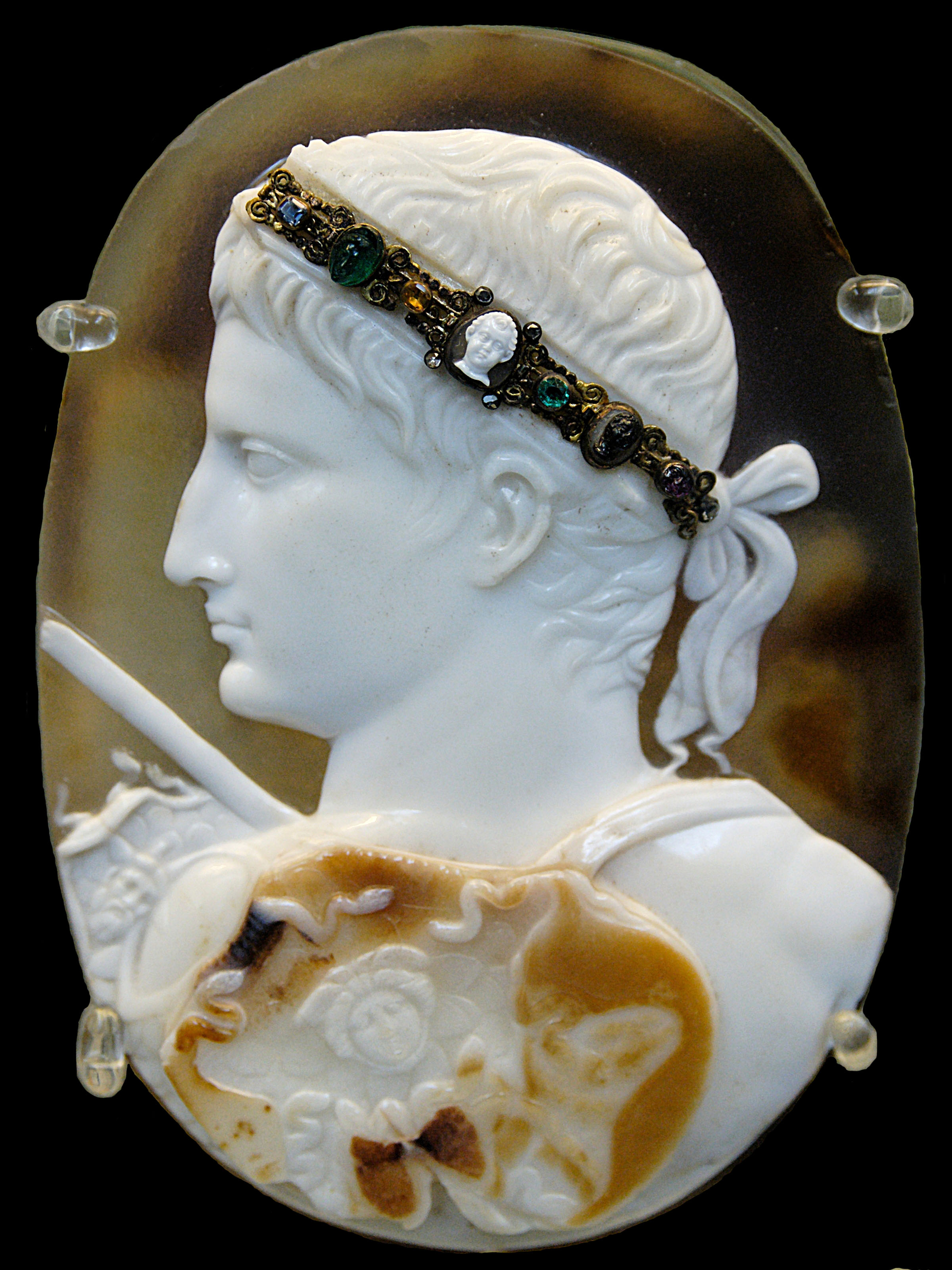
El camafeo Blacas.

El camafeo Blacas es una gema tallada inusualmente grande de la antigua Roma, de 12,8 cm de alto, tallada en una pieza de sardónica con cuatro capas alternas de blancos y marrones. Muestra la cabeza de perfil del emperador romano Augusto y probablemente data de poco después de su muerte en el año 14 d. C., quizás de los años 20-50. Se encuentra en el Museo Británico desde 1867, cuando el museo la adquirió de la famosa colección de antigüedades que Luis, duque de Blacas había heredado de su padre, que también incluía el Tesoro del Esquilino. Normalmente se encuentra en exhibición en la sala 70.
Es parte de un espectacular grupo de gemas talladas imperiales, a veces llamadas "Camafeos Estatales", presumiblemente originados en el círculo de la corte interior de Augusto, la formada por familiares y amigos íntimos, como lo muestran el aparecer con atributos divinos que era algo todavía políticamente sensible, y en algunos casos tienen aspectos sexuales que no habrían sido expuestos a una audiencia más amplia.  Estos incluyen la Gema augustea en Viena (que también tiene la Gema Claudia que muestra el Emperador Claudio y su esposa) y el Gran Camafeo de Francia en París.

## Descripción
Augusto es mostrado como un hombre bastante joven, cuyo aspecto está muy idealizado comparado con descripciones de él en la literatura. Dentro de las muy controladas convenciones de sus retratos, esta imagen indica su vejez; la cara ha sido descrita como "tensa, enferma, pero ideal y noble" y con "un aire distante de eterna majestad". Aquí es visto desde atrás, pero con la cabeza girada de perfil, considerablemente mayor para el cuerpo. Ha echado la égida, un atributo de Júpiter, sobre su hombro; la mayor parte de ella tallada en la capa marrón superior de la piedra. La égida es aquí imaginada como una especie de manto de piel de cabra con un agujero para la cabeza, que aparece (improbablemente pequeño) en el hombro de Augusto.
La cabeza de la Gorgona se encuentra en el centro blanco de la sección marrón, y hay otra cabeza de frente al otro lado de la égida, proyectándose a la izquierda. Podría ser Fobos, la personificación del Miedo, que a menudo se decía en la literatura griega que decoraba los escudos de los héroes, y que Homero dijo aparecía en la égida. La pose y estos detalles son estrechamente comparables a los de un camafeo en el Museo Metropolitano de Arte de Nueva York, el cual representa el cuerpo bastante más eficazmente (véase galería). En Nueva York una de las cabezas es interpretada como "un dios del viento, quizás pretendido como personificación de los vientos de verano que traían la flota de trigo de Egipto a Roma y así una oblicua referencia a la anexión de Egipto por Augusto después de la derrota de Marco Antonio y Cleopatra en Actium en 31 a.C.".

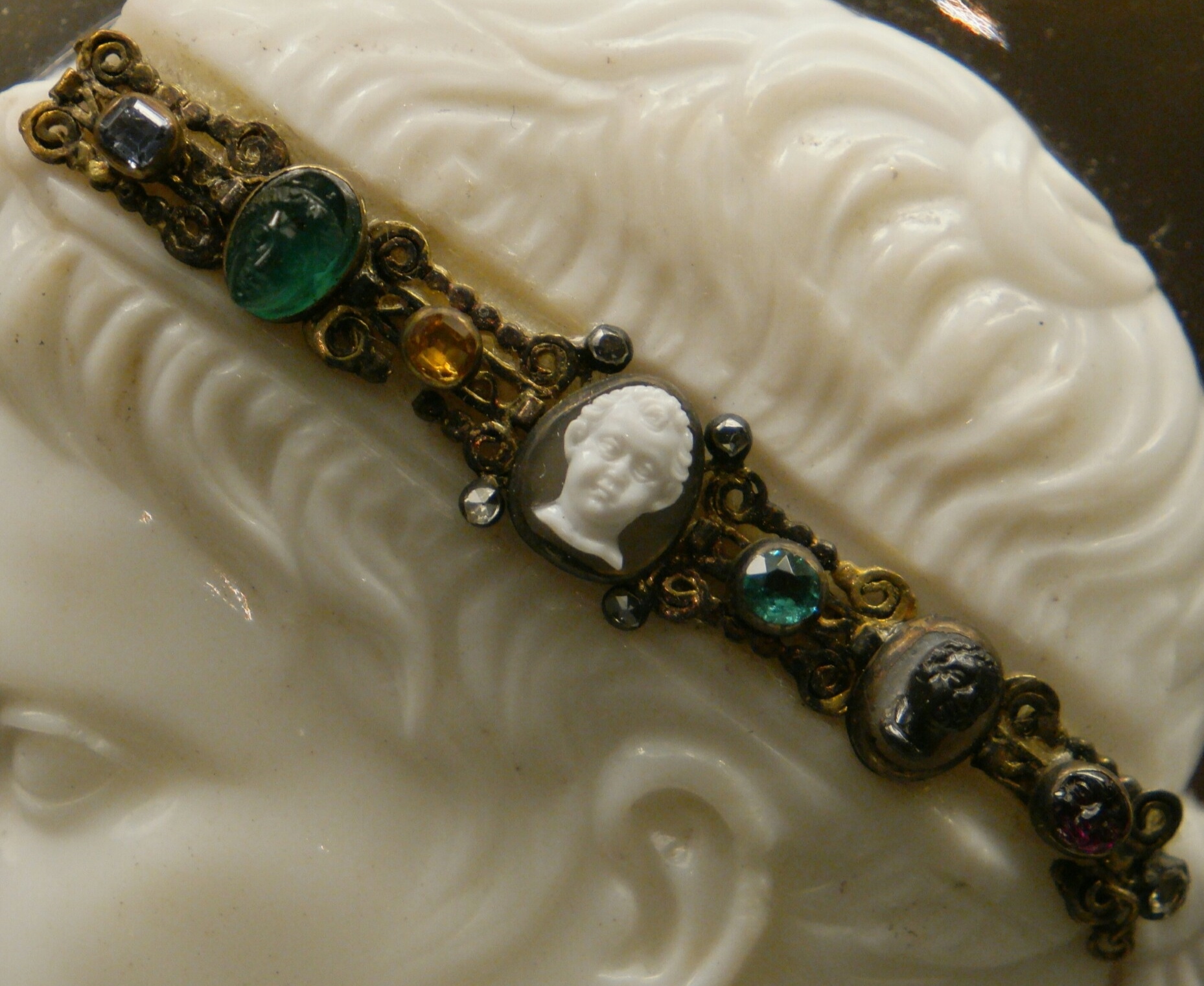
Detalle del camafeo mostrando la diadema real.

Augusto lleva una diadema real, puesta sobre la tallada original cinta de tela atada en la cabeza. La cinta de oro decorada con joyas actual es probablemente un añadido medieval, y se registra que fue reparada a principios del siglo XVIII, cuando el camafeo estaba en la colección de Leone Strozzi, arzobispo de Florencia, que es la primera vez en que es mencionado. Esta adición indica que probablemente fue incorporado en un relicario o algún otro objeto religioso medieval, igual que otro camafeo de Augusto se utilizó como pieza central para la Cruz de Lotario. Una vara, quizás un cetro o el asta de una lanza, corre diagonalmente a la izquierda, y la correa sobre el hombro derecho es presumiblemente para una espada en su cintura. Poses similares con una égida se encuentran en el arte helenístico, y la intención era probablemente sugerir un "gobernante luchador, en la tradición de Alejandro Magno", que era a menudo representado llevando la égida. Marco Antonio también fue representado con ella.
Como en otros camafeos imperiales, y monumentos de la época augustal como el Ara Pacis, el estilo es fuertemente idealizado, al modo clásico griego, en contraste con el realismo marcado de la escultura romana, especialmente en retratos. Algunas familias patricias continuaron utilizando el estilo realista, quizás como un gesto silencioso en contra del principado augustal; el estilo también fue utilizado por la clase de los libertos más ricos en sus monumentos funerarios. En el camafeo Blacas el estilo idealizado quizás esté asociado con uno de los pocos artistas romanos cuyo nombre se ha conservado, Dioscórides de Ayas en Cilicia, que Plinio el Viejo y Suetonio cuentan que talló el sello personal de Augusto, perdido, aunque otras gemas aparentemente firmadas por él sobreviven. Se infiere la existencia de un "taller estatal" que producía estas gemas muy apreciadas, probablemente integrado por artistas de origen griego. El camafeo parece haber sido cortado de un trabajo más grande. Las "gemas estatales" supervivientes proceden de colecciones medievales donde eran claramente muy apreciadas, lo que, al igual que los dípticos consulares y otros marfiles de finales de la Antigüedad, ayudó a su pervivencia en el tiempo.

## Galería

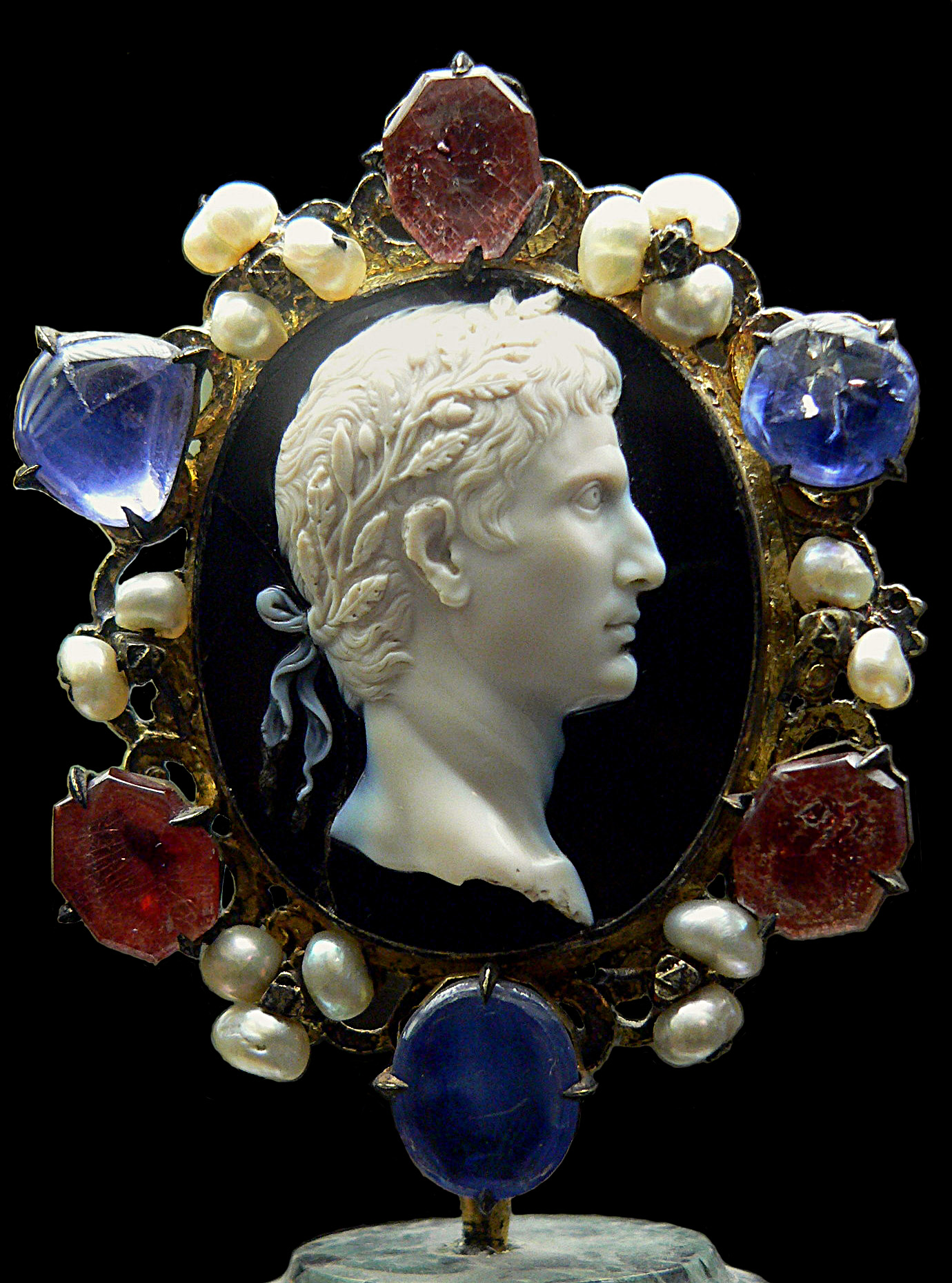
Camafeo de Augusto, uno de los atribuidos por algunos a Dioscórides, con un marco de joyas medieval, del Tesoro de la abadía de San Denís.
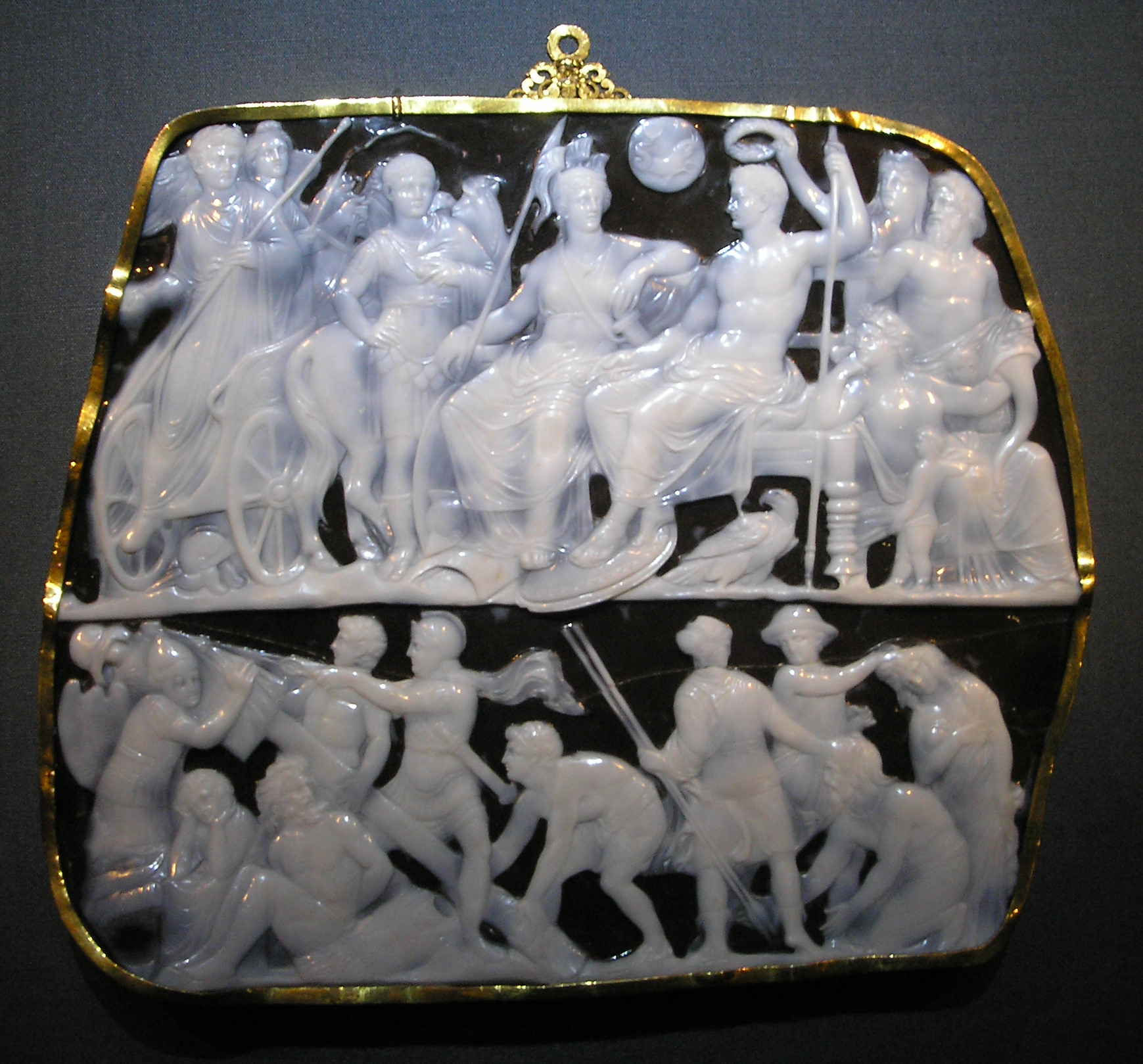
La Gema augustea, camafeo tallado en ónice; 19 × 23 cm.
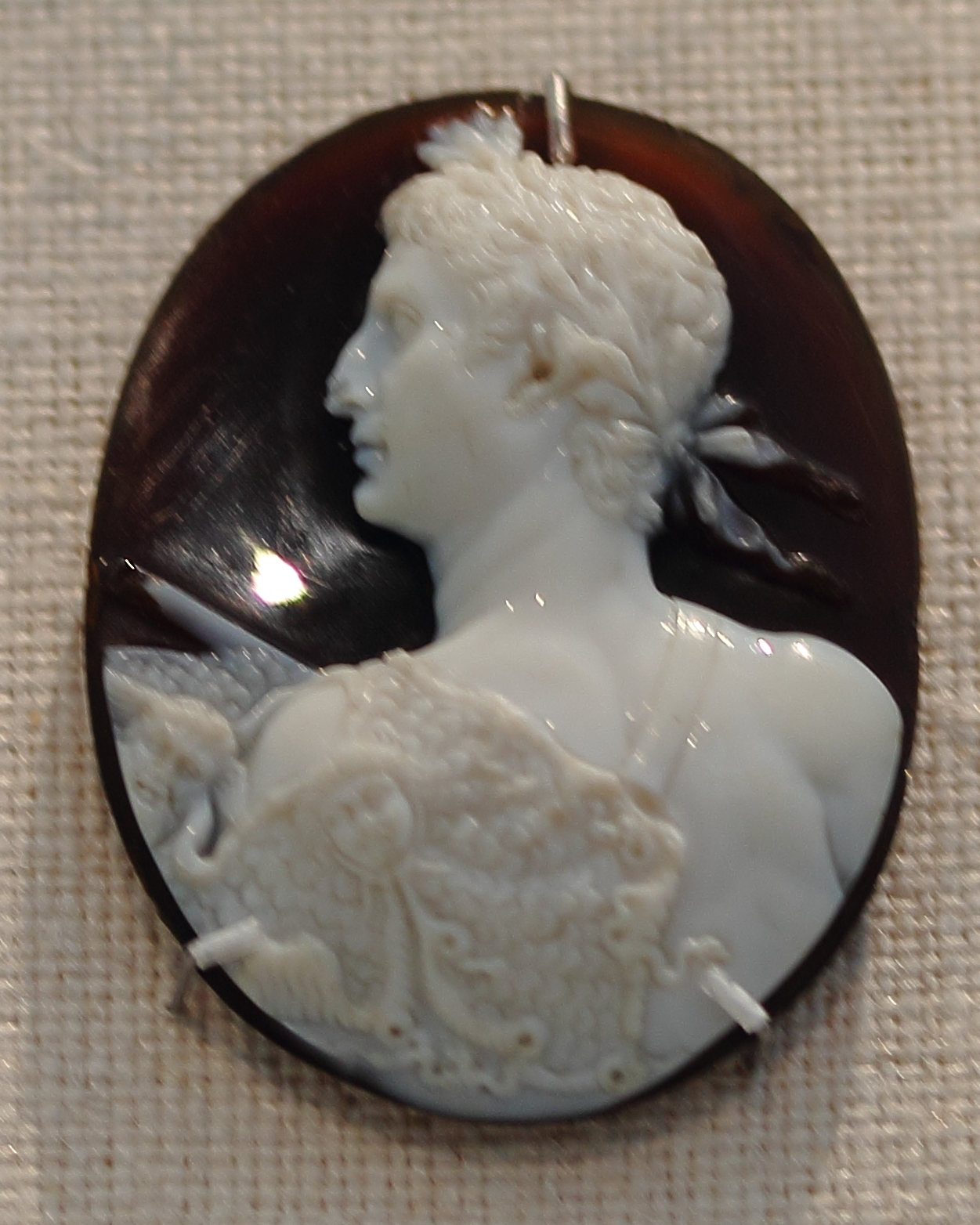
Otro camafeo romano de Augusto con la égida, Museo Metropolitano de Arte, Nueva York.
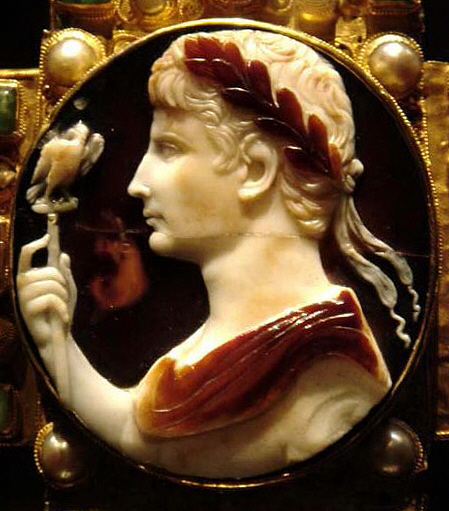
El camafeo de Augusto en el centro de la Cruz de Lotario.